# Agatsuma (fiume)
L'Agatsuma è un fiume del Giappone nella regione di Kantō. È lungo 76,22 km ed ha un'area di 1.366 km² di drenaggio. Situato interamente all'interno della Prefettura di Gunma, è uno dei principali fiumi di quest'ultima. È anche un importante affluente del Tone.

## Geografia
La sorgente del fiume è il passo Torii (鳥居峠?, Toriitōge) (a 1.362 metri di altitudine), al confine tra la Prefettura di Gunma e la Prefettura di Nagano. Essa raccoglie affluenti dal Monte Asama e dal Monte Kusatsu-Shirane, e sfocia nel Tone a Shibukawa. La maggior parte dei canali di scolo dell'Agatsuma si trovano però a nord-ovest della prefettura in cui scorre.
La sezione centrale del fiume è conosciuta per la sua bellezza in quanto passa attraverso le strette del canyon dell'Agatsuma.

## Trasporti

### Ferrovie
La Linea di Agatsuma della East Japan Railway Company (linea a binario unico), corre lungo il fiume a partire dalla Stazione di Shibukawa e finisce alla Stazione di Ōmae.

### Autostrade
Diviso in tre sezioni, il fiume può essere percorso via autostradale con tre autostrade nazionali: Strada 353 (a est), Strada 145 (al centro) e Strada 144 (a ovest).